# 哈斯巴赫河 (比伯河支流)
50°9′7.62″N 9°22′33.24″E / 50.1521167°N 9.3759000°E

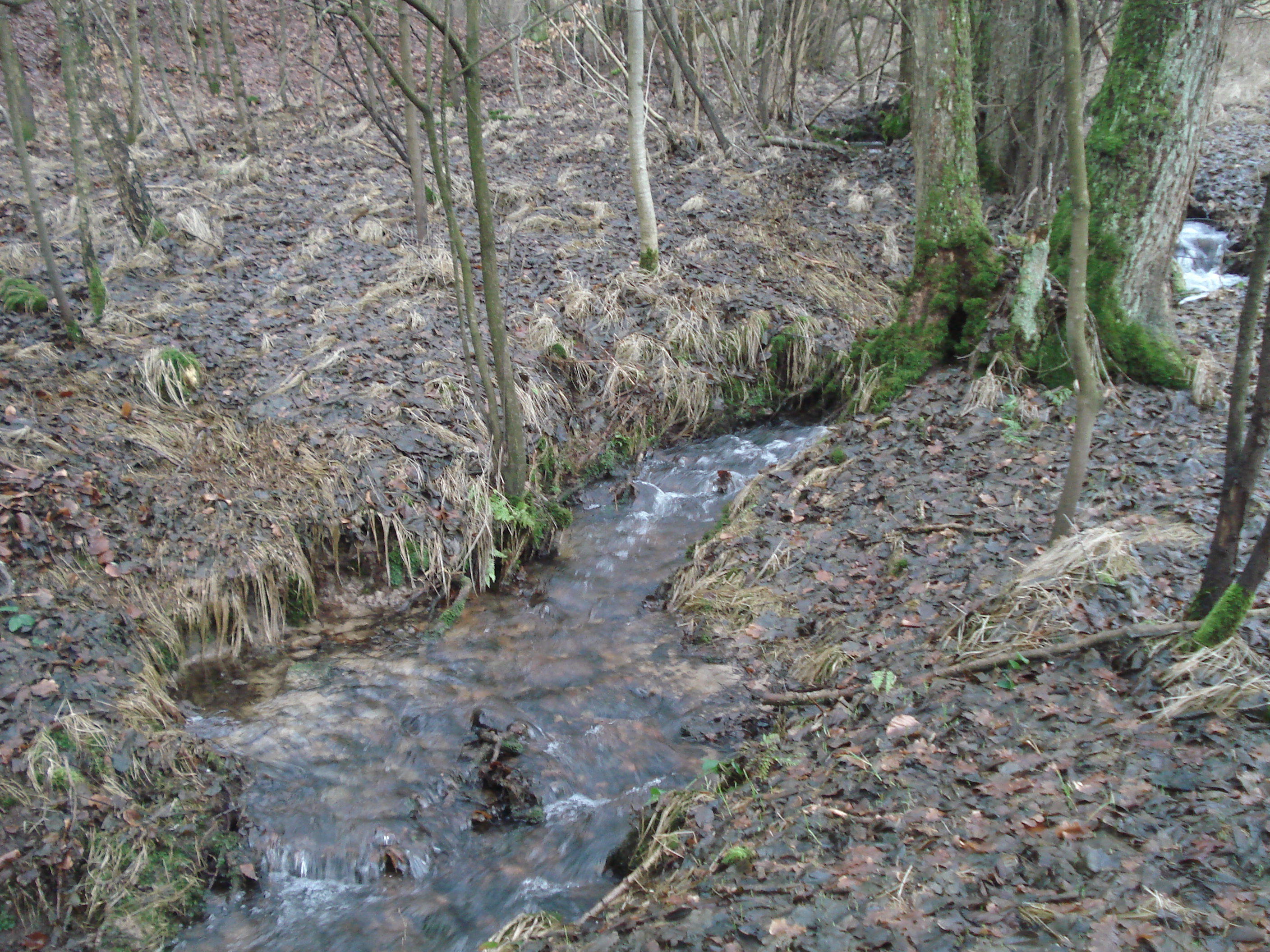

哈斯巴赫河（德語：Haßbach），是德國的河流，位於該國中部，由黑森州負責管轄，屬於比伯河的左支流，河道全長1.1公里，流域面積0.8平方公里，發源自維斯比特湖以北。